# Velîka Rostivka, Orativ
Velîka Rostivka (în ucraineană Велика Ростівка) este o comună în raionul Orativ, regiunea Vinnița, Ucraina, formată numai din satul de reședință.

## Geografie
Satul conduce râul Bezimenna, afluentul drept al lui Zhydaya.

## Istoric
Începând cu anul 1885, în fostul sat de proprietari, centrul Volosului Velykorostovskaya din cartierul Lipovetsk din provincia Kiev, erau 1.343 de persoane, erau 182 de ferme de locuit, exista o biserică și o școală ortodoxă.
Conform recensământului din 1897, numărul locuitorilor a crescut la 1.749 persoane (869 bărbați și 880 femele), din care 1725 - credință ortodoxă.

## Demografie
Componența lingvistică a satului Velîka Rostivka
     Ucraineană (100%)
Conform recensământului din 2001, toată populația satului Velîka Rostivka era vorbitoare de ucraineană (100%).